# Saint-Renan
Saint-Renan (prononcé /sɛ̃ʁənɑ̃/ ou /sɛ̃ʁnɑ̃/ ; en breton : Lokournan /loˈkurnɑ̃n/)  est une commune du département du Finistère, dans la région Bretagne, en France, située à une quinzaine de kilomètres au nord-ouest de Brest.

## Géographie

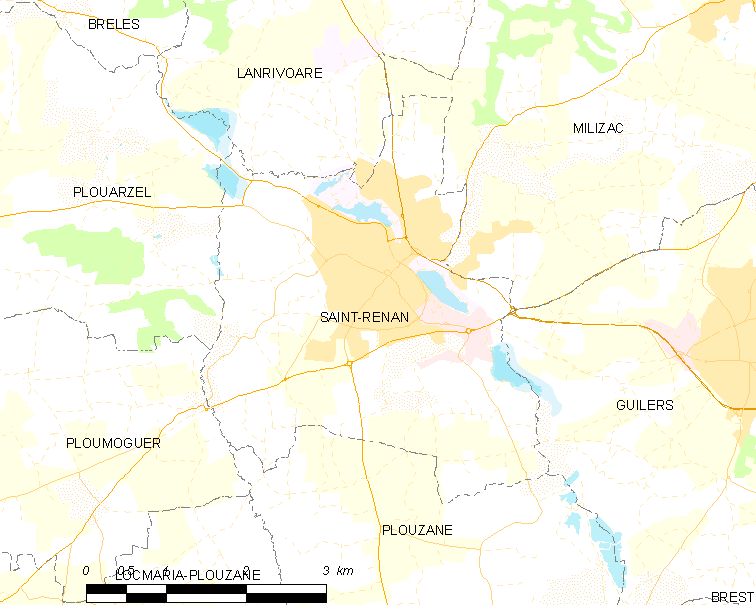
Carte de la commune de Saint-Renan.

Saint-Renan est une commune située au nord-ouest de Brest, dans le Léon. Elle fait partie de la communauté de communes Pays d'Iroise Communauté et du pôle métropolitain Pays de Brest.

### Communes limitrophes
| Plouarzel  | Lanrivoaré  | Milizac-Guipronvel |
| Plouarzel  | Saint-Renan | Guilers            |
| Ploumoguer | Plouzané    | Plouzané           |

### Cadre géologique

Carte géologique du Massif armoricain.

Saint-Renan est à l'extrémité sud-ouest du domaine structural de la zone de Léon qui constitue un vaste antiforme métamorphique de 70 km sur 30 km orienté NE-SW. Postérieurement au métamorphisme hercynien, se développe un important plutonisme : le chapelet nord de granites rouges tardifs (ceinture batholitique de granites individualisée pour la première fois par le géologue Charles Barrois en 1909), formant de Ouessant à Barfleur (Aber-Ildut, Carantec, Ploumanac'h,
puis Flamanville et Barfleur) un alignement de plutons de direction cadomienne, contrôlé par les grands accidents directionnels WSW-ENE), datés aux alentours de 300 Ma, correspond à un magmatisme permien. L'orogenèse hercynienne se termine par la formation de deux accidents crustaux majeurs qui décalent les granites carbonifères : le décrochement dextre nord-armoricain (faille de Molène – Moncontour) et le cisaillement senestre de Porspoder-Guissény (CPG). Le plutonisme sur le territoire de Saint-Renan se traduit par la mise en place d'un massif composé de deux granites distincts : le granite de Saint-Renan sensu stricto (granite fin à deux micas), intrusif dans des gneiss, et le granite à biotite dominante de Kersaint, de grain grossier à porphyroïde. Ces venues granitiques sont associées au fonctionnement du décrochement nord-armoricain.
Le granite de Saint-Renan est caractérisé par la fréquence de diaclases tapissées d'un feutrage noirâtre de tourmaline. Il a été utilisé localement avec l'orthogneiss de Brest, dans la muraille gallo-romaine du château, au pied du Cours d'Ajot de la ville.
Des gisements de sables alluvionnaires contenant de la cassitérite (minerai d'étain) ont été décrits à Saint-Renan, Plouarzel et Bourg-Blanc. Ils furent exploités par la COMIREN à partir de 1960 : mais certains de ces gisements avaient déjà été exploités dans un passé lointain, notamment dès l'âge du bronze.

### Relief et hydrographie
Saint-Renan est située dans le haut de la vallée de l'Aber-Ildut dont la source se trouve dans la commune voisine de Plouzané. Le lit majeur, très large et peu encaissé (autrefois, avant que le goulet de Brest ne se soit creusé, l'Aulne et l'Élorn se déversaient vers le nord-ouest à travers la basse vallée de la Penfeld (en sens inverse du courant actuel) et la vallée de l'Aber-Ildut. C'était il y a 35 millions d'années.), est parsemé de lacs (d'amont vers l'aval : lac de Kerallann, lac de Pontavennec, lac de Ty-Colo, lac de la Comiren, lac de la Laverie, lac de Poulinoc, lac de Lannéon) dont l'origine est due à l'exploitation des sables alluvionnaires par la Comiren et qui, après avoir été un temps des verrues paysagères, sont devenus un atout touristique grâce aux aménagements réalisés.
Les altitudes varient entre 95 mètres (la même altitude se retrouve d'une part au nord-est du finage communal, près de Penhoat et d'autre-part dans la partie sud à l'ouest de Ker ar Valy) et 28 mètres, au nord-ouest, là où l'Aber Ildut quitte le territoire communal.
L'Aber-Ildut, d'une longueur de 24 km, prend sa source dans la commune de Plouzané et se jette  dans la mer d'Iroise en limite de Plouarzel et de Lanildut, après avoir traversé six communes. 

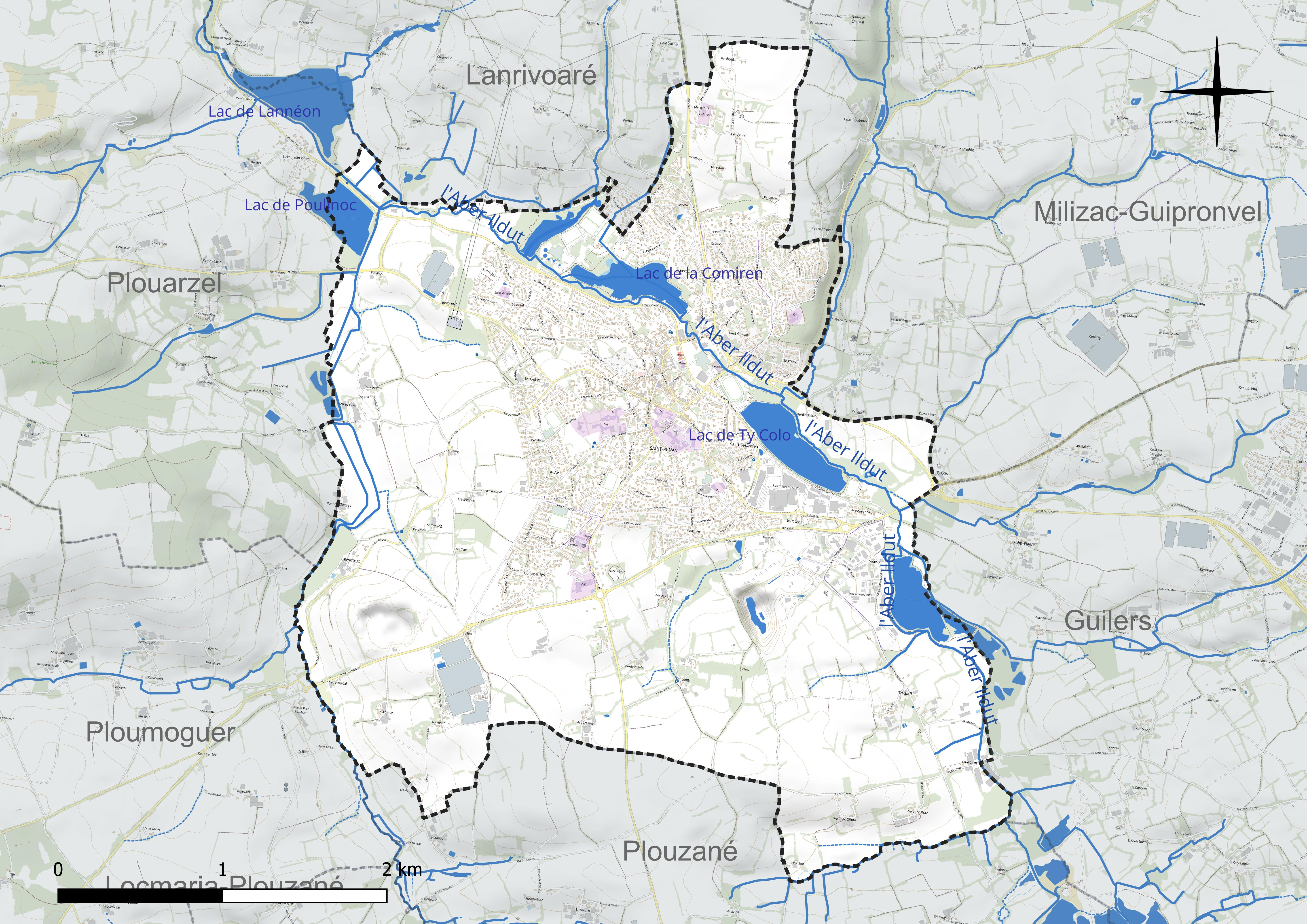
Réseau hydrographique de Saint-Renan.

Cinq plans d'eau complètent le réseau hydrographique : le lac de la Comiren (10,2 ha), le lac de la Laverie (3,8 ha), le lac de Pontavennec, d'une superficie totale de 12,8 ha (10,5 ha sur la commune), le lac de Poulinoc, d'une superficie totale de 9,7 ha (7,2 ha sur la commune) et le lac de Ty Colo (13,5 ha),.

### Habitat et paysages
La ville de Saint-Renan est excentrée dans la partie est du territoire communal ; la limite de l'agglomération longe à cet endroit la commune de Milizac dont, par exemple, le manoir du Curru fait partie. L'expansion urbaine, liée à la proximité de l'agglomération brestoise, a transformé Saint-Renan en une cité-dortoir, les habitants des nombreux lotissements créés ces dernières décennies étant souvent des migrants pendulaires travaillant à Brest.
La commune étant de superficie modeste, les parties rurales couvrent désormais à peine la moitié du territoire communal, localisées surtout dans sa partie sud ; elles étaient et sont encore en partie caractéisées par un paysage de bocage avec un habitat dispersé en écarts formés de hameaux et fermes isolées.

### Transports
Saint-Renan est un carrefour routier vers lequel convergent plusieurs routes venant du (ou menant vers) le littoral : D 68 (venant de Porspoder), D 27 (venant de Lanildut), D 5 (venant de Plouarzel), D 67 (venant du Conquet) qui y convergent à destination (ou en provenance) de Brest ; le carrefour giratoire de Ty Colo en est le nœud stratégique ; vers l'est la D 67 en direction de Gouesnou, de la voie express RN 12 et de l'aéroport de Brest-Bretagne est aussi un axe qui permet de contourner par le nord l'agglomération brestoise.

### Climat
Pour des articles plus généraux, voir Climat de la Bretagne et Climat du Finistère.
En 2010, le climat de la commune est de type climat océanique franc, selon une étude du CNRS s'appuyant sur une série de données couvrant la période 1971-2000. En 2020, Météo-France publie une typologie des climats de la France métropolitaine dans laquelle la commune est exposée à un climat océanique et est dans la région climatique  Finistère nord, caractérisée par une pluviométrie élevée, des températures douces en hiver (6 °C), fraîches en été et des vents forts. Parallèlement l'observatoire de l'environnement en Bretagne publie en 2020 un zonage climatique de la région Bretagne, s'appuyant sur des données de Météo-France de 2009. La commune est, selon ce zonage, dans la zone « Monts d'Arrée », avec des hivers froids, peu de chaleurs et de fortes pluies.  
Pour la période 1971-2000, la température annuelle moyenne est de 11,8 °C, avec  une amplitude thermique annuelle de 9,7 °C. Le cumul annuel moyen de précipitations est de 944 mm, avec 16,3 jours de précipitations en janvier et 7,2 jours en juillet. Pour la période 1991-2020, la température moyenne annuelle observée sur la station météorologique la plus proche, située sur la commune de Ploudalmézeau à 12 km à vol d'oiseau, est de 12,1 °C et le cumul annuel moyen de précipitations est de 997,1 mm,. Pour l'avenir, les paramètres climatiques de la commune estimés pour 2050 selon différents scénarios d'émission de gaz à effet de serre sont consultables sur un site dédié publié par Météo-France en novembre 2022.

## Urbanisme

### Typologie
Au 1er janvier 2024, Saint-Renan est catégorisée petite ville, selon la nouvelle grille communale de densité à 7 niveaux définie par l'Insee en 2022.
Elle appartient à l'unité urbaine de Saint-Renan, une unité urbaine monocommunale constituant une ville isolée,. Par ailleurs la commune fait partie de l'aire d'attraction de Brest, dont elle est une commune de la couronne,. Cette aire, qui regroupe 68 communes, est catégorisée dans les aires de 200 000 à moins de 700 000 habitants,.

### Occupation des sols
L'occupation des sols de la commune, telle qu'elle ressort de la base de données européenne d'occupation biophysique des sols Corine Land Cover (CLC), est marquée par l'importance des territoires agricoles (61,4 % en 2018), en diminution par rapport à 1990 (71,2 %). La répartition détaillée en 2018 est la suivante : 
zones agricoles hétérogènes (47,2 %), zones urbanisées (23,6 %), terres arables (13,6 %), zones industrielles ou commerciales et réseaux de communication (5,6 %), espaces verts artificialisés, non agricoles (5 %), mines, décharges et chantiers (2,3 %), eaux continentales (2 %), prairies (0,7 %). L'évolution de l'occupation des sols de la commune et de ses infrastructures peut être observée sur les différentes représentations cartographiques du territoire : la carte de Cassini (XVIIIe siècle), la carte d'état-major (1820-1866) et les cartes ou photos aériennes de l'IGN pour la période actuelle (1950 à aujourd'hui).

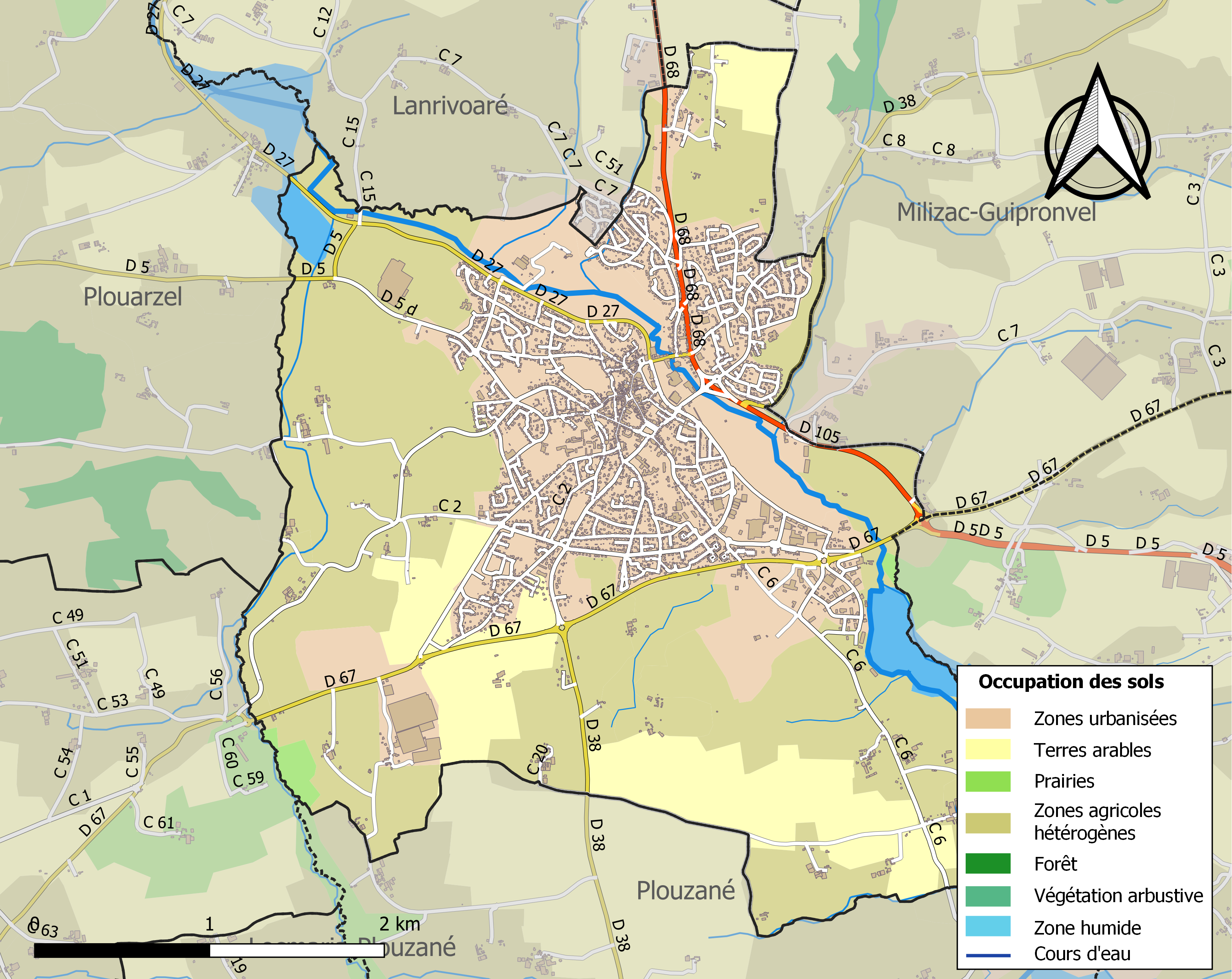
Carte des infrastructures et de l'occupation des sols de la commune en 2018 (CLC).

## Toponymie
Attestée sous le nom Santus Ronanus Lutosus (Saint-Renan de la Boue) au XIIIe siècle. Cette distinction « de la boue » est liée à la morphologie ancienne du territoire composée de prairies marécageuses, notamment aux alentours de l'actuel lac de Ty-Colo.
La paroisse est dénommée Saint Renan dou Tay  (en 1275) [que l'on peut traduire par « Saint-Renan des Marais »], Sanctus Ronanus lutosus (au XIIIe siècle), Sanctus Ronanus in luto (vers 1330), Saint Renan (en 1341), Locus Sancti Ronani (en 1388) et Saint Renan du Tay (en 1486).
Le nom breton de la commune est Lokournan.
Saint-Renan tient son nom d'un ermite irlandais, saint Ronan qui serait venu sur une auge de pierre (selon la légende), aurait remonté la vallée de l'Aber Ildut et venu évangéliser la région au Ve siècle ; il se serait d'abord installé près d'une source (Toul an Aon, « Trou dans la rivière »), située au voisinage de la mairie actuelle de Saint-Renan avant d'aller s'installer à Locronan.

## Histoire

### Antiquité
Une voie romaine provenant de Kérilien (Vorganium) et passant par Lesneven et Saint-Renan, aboutissait à Portus Salionicus (cité par Ptolémée) ; d'autres branches de cette voie romaine qui se subdivisait à partir de Saint-Renan menaient, l'une à Ploumoguer et Porsmoguer, d'autres à la presqu'île de Kermorvan et à la pointe Saint-Mathieu.

### Moyen Âge
Saint-Renan est une paroisse issue du démembrement de la paroisse de Plouzané.
Alors que Brest n'est encore qu'un petit village, la ville de Saint-Renan va se développer tout au long du Moyen Âge. « Bâtie autour du premier ermitage de saint Renan et appelée, en breton, Loc-Ronan-ar-Fanc, pour la distinguer de Loc-Ronan-Coat-Nevet, en Cornouaille, elle fut jadis la résidence des archidiacres d'Ach. En 1276, la ville est vendue par le vicomte Hervé IV de Léon au duc de Bretagne Jean Le Roux, lequel y établit une cour de justice sous la dénomination de barre ducale de Saint-Renan et Brest ; les justices seigneuriales de Coat-Méal, du Chastel, de Keruzas (en Plouzané) et de l'abbaye Saint-Mathieu de Fine-Terre dépendent de cette juridiction ».
Trois montres furent organisées à Saint-Renan en 1481 (présence de 6 nobles de Saint-Renan), en 1503 (5 nobles de Saint-Renan mentionnés) et 1557 (5 nobles de Saint-Renan mentionnés également). La famille Jouan de Kervénoaël était « seigneur de Penanec'h, de Kervénigan, de Keranmoal, de Kervénoaël et autres lieux » ; elle est mentionnée aux montres et réformations entre 1426 et 1538 pour les paroisses de Plouzané, Saint-Renan, Treffabu, Milizac et Plougouvelin et confirmée de lointaine extraction noble par un arrêt du Parlement de Bretagne en date du 5 mai 1675.
Sur la rive gauche du ruisseau de Pont-ar-C'hastell, qui forme limite avec la commune de Plouarzel, se trouvent les ruines du château de Pont-ar-C'hastell (Pont-du-Château), antique forteresse bâtie sur un îlot au milieu d'un étang.
Le Chevalier de Fréminville décrit en 1844 les restes de ce château, « bâti sur un îlot entouré de roseaux et couvert de broussailles. Ses ruines laissent reconnaître encore une enceinte carrée ayant quatre tours dans ses angles, deux rondes et deux carrées. Cette antique forteresse était jadis le chef-lieu d'une bannière. L'un de ses seigneurs, Thibault du Pont, se signala sous les ordres de Du Guesclin, à la bataille de Cocherel, en 1364 ; il y combattait avec une épée d'un mètre soixante-dix centimètres de long, et du poids de six kilogrammes.

### DuXVeauXVIIIesiècle
Après le rattachement de la Bretagne à la France, Saint-Renan devient un chef-lieu de sénéchaussée, dont l'administration civile et militaire, qui est assurée par un sénéchal, s'étend sur 37 paroisses et trèves environnantes. Après l'extinction des juridictions féodales, Saint-Renan devint le siège de la justice royale du Bas-Léon, lequel fut transféré à Brest en juillet 1681 par lettres patentes de Louis XIV, de même que les foires (six foires annuelles étaient organisées) et marchés (chaque samedi) qui faisaient jusque-là la prospérité de la ville. Mais les marchés furent maintenus en toute illégalité et rétablis en 1689 grâce au marquis de Kernezne de la Roche, seigneur du Curru et aux protestations des Renanais. En 1681, Louis XIV transfère la cour de justice à Brest, ce qui entraîne une régression économique de la ville.
L'hôpital Saint-Yves de Saint-Renan est ainsi décrit à l'époque de Louis XIV : C'est « une maisonnette couverte d'ardoises consistant en une cuisine où il y a un lit pour une servante (...), n'en peut mettre davantage, deux armoires, une table, un coffre et à l'étage une petite chambre avec six couchettes pour les femmes et les filles, un galetas au-dessus pour le bois. Au pied oriental de ladite maison : une chapelle dédiée à saint Yves et au-dessus une chambre séparée en deux parties, lesquelles sont remplies de six couchettes pour les hommes ».
Julien Maunoir prêcha une mission à Saint-Renan en 1649.
En 1759, une ordonnance de Louis XV ordonne à la paroisse de Saint-Renan de fournir 3 hommes et de payer 19 livres pour « la dépense annuelle de la garde-côte de Bretagne ».
L'ancienne église paroissiale est détruite par un incendie en 1760 et le culte est alors transféré dans la chapelle Notre-Dame de Liesse, à l'origine simple chapelle du prieuré de Saint-Renan dépendant de l'abbaye de Saint-Mathieu, dont la tour gothique, victime de la foudre, s'écroule en 1768. L'église fut reconstruite les années suivantes.
Jean-Baptiste Ogée décrit ainsi Saint-Renan en 1778 :

« Saint-Renan ; gros bourg, dans un fond ; à 12 lieues un quart de Saint-Pol-de-Léon, son évêché ; à 50 lieues de Rennes et à 3 lieues de Brest, sa subdélégation et son ressort. Cette paroisse relève du Roi et compte 1 000 communiants; la cure est présentée par l'Évêque. Trois grandes routes aboutissent au bourg. Le territoire est abondant en grains et fourrages : les chevaux qu'on y élève sont forts et vigoureux. (...) »

Dans la suite de ce même texte, Jean-Baptiste Ogée fait des confusions entre Saint-Renan et Locronan, plaçant notamment à tort la forêt de Névet à Saint-Renan alors qu'elle se trouve près de Locronan.
La cure de Saint-Renan était en 1786 l'une des plus pauvres du diocèse de Léon avec moins de 300 livres de revenu, pas plus que la portion congrue à cette date.
Guillaume Bougaran, « notaire du Roy en la sénéchaussée de Saint-Renan et Brest », est maire de Saint-Renan en 1787.

### Révolution française
Yves Amalric, notaire à Saint-Renan, fut l'un des commissaires chargé de la rédaction définitive du cahier de doléances commun de la sénéchaussée de Brest.
En 1793, un camp, dit "camp de Saint-Renan" ou "camp de Lanrenap", fut installé en 1793 près de Saint-Renan (sur les communes de Lanrivoaré et Milizac) sur décision du Comité de Salut public : formé de huttes, il accueillit des hommes de la levée de 300 000 hommes dans des huttes sommaires : « C'était un site sauvage, désert, privé de toute ressource, mais bien choisi pour commander la côte du nord de la Rade de Brest, pour la couvrir et pour éclairer [contrôler] des rivages fréquentés par les contrebandiers anglais et les déserteurs de notre marine ». Le 14 juillet 1793, Georges-Louis Camarec, maire de Saint-Renan, se rend au camp pour représenter l'administration à la fête civique de prestation du serment de fidélité à la République des « braves militaires citoyens » du 77e régiment. La cérémonie s'achève « dans la plus parfaite allégresse et au bruit de vingt-deux coups de canon ».

### LeXIXesiècle
A. Marteville et P. Varin, continuateurs d'Ogée décrivent ainsi Saint-Renan en 1845 :

« Saint-Renan : petite ville, commune formée de l'ancienne paroisse du même nom, aujourd'hui cure de 2e classe, chef-lieu de perception, résidence d'une brigade de gendarmerie, bureau d'enregistrement, bureau de poste. (...) Selon M. de Fréminville, il y avait à Saint-Renan une église du XIIIe siècle, dont le portail subsistait encore en 1832. L'église paroissiale est moderne. Il y a une chapelle dans le bas de la ville, à l'hospice. (...) Saint-Renan et Locronan ont une complète analogie de nom (...) [Saint-Renan] est nommée dans le Léonnais "Loc-Ronan-ar-Fancq" pour la distinguer de l'autre localité. (...) La ville forme à elle seule la commune, et ne compte pas plus de trois ou quatre exploitations rurales. Il y a foire le deuxième samedi de janvier et le premier de mai, les troisièmes mercredi de juin, juillet, septembre et novembre. Marché le samedi. Géologie : constitution granitique. On parle le breton. »

Fin janvier 1847, des détachements du 23e régiment d'infanterie de ligne durent être envoyés dans les cantons de Saint-Renan et Lannilis « pour prévenir les émeutes à l'occasion des grains » en raison de la disette qui sévissait alors.

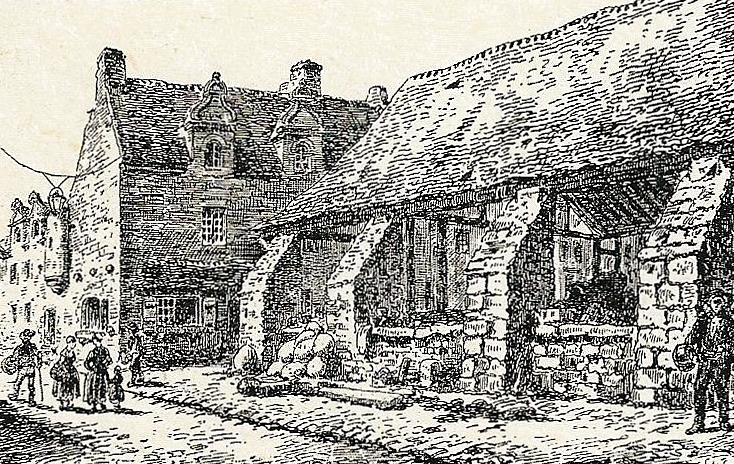
Les vieilles halles et la maison du Sénéchal (dessin de Louis Le Guennec, 1922).

En 1869, l'église paroissiale Notre-Dame-de-Liesse fut agrandie sur les plans de Joseph Bigot par l'adjonction du chœur actuel de style roman ; une tribune fut construite en 1891.
Des halles, ou cohue, à ossature bois, existaient à Saint-Renan depuis des siècles. Elles furent remplacées en 1880 par des halles à structure métallique, remplacées elles-mêmes en 1960 par des halles en béton qui furent détruites en 1992. Le grand lavoir de Saint-Renan (il existait déjà un lavoir en 1840) est agrandi en 1875 et couvert en 1909.
Benjamin Girard en 1889 décrit ainsi Saint-Renan :

« La petite ville de Saint-Renan, chef-lieu du canton de ce nom, est traversée par deux routes départementales et par plusieurs chemins de grande communication ; elle n'a jamais été murée ni pourvue d'aucune espèce de fortifications. (...) À part quelques maisons en bois et sa vieille halle, elle n'offre rien de curieux du point de vie archéologique ; on voit cependant, dans le bas de la ville, le portail, assez bien conservé, d'une église du XIIIe siècle qui s'élevait jadis à cet endroit. L'église paroissiale actuelle porte la date de 1772. Saint-Renan est un centre commercial assez important. Ses foires et ses marchés sont très suivis. »

Le traitement de l'abbé Janvier, curé de Saint-Renan, supprimé le 16 mars 1897 (en raison de l'emploi du breton par le prêtre), fut rétabli à partir du 22 novembre 1898.

### LeXXesiècle

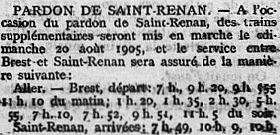
Les trains spéciaux entre Brest et Saint-Renan à l'occasion du pardon du 15 août 1905.

La ligne des Chemins de fer départementaux du Finistère entre Brest et Saint-Renan ouvre le 24 mai 1893 et son prolongement entre Saint-Renan et Ploudalmézeau le 14 juillet 1893. Cette ligne ferma dès 1935.
L'hôpital de Saint-Renan est inauguré le 13 mars 1903 ; il a été financé grâce à un legs de 600 000 francs de Mme Romain Le Jeune. C'est désormais un hôpital et résidence pour personnes âgées.
Un congrès de l'Union régionaliste bretonne se tint à Saint-Renan du 9 au 14 septembre 1911.
L'élevage des postiers bretons était une activité importante : "C'est dans le Finistère nord-ouest, depuis Lesneven jusqu'à la pointe Saint-Mathieu, en passant par les cantons de Lannilis, Ploudalmézeau et Saint-Renan, que naissent les chevaux les plus lourds de la race".

#### Les querelles liées à la laïcité
En 1902, l'abbé Stéphan, curé-doyen de Saint-Renan, soutenu par les royalistes, se présenta aux élections législatives contre l'abbé Gayraud, jugé par lui trop libéral, lequel fut réélu député, obtenant 8 671 voix contre 5 511 pour l'abbé Stéphan.
La congrégation des Filles de la Croix avait implanté une école pour filles à Saint-Renan. En 1903, l'établissement de Saint-Renan comptait 155 élèves dont 13 chambrières, 4 demi-pensionnaires et 6 pensionnaires lors de sa fermeture en vertu de la loi sur les congrégations. En août 1903 les Frères de Ploërmel, qui tenaient l'école des garçons, sont poursuivis devant le tribunal correctionnel de Brest car ils continuent clandestinement à tenir leur école en s'habillant comme des laïcs et en se faisant appeler "Monsieur" au lieu de "Frère".

#### La Première Guerre mondiale

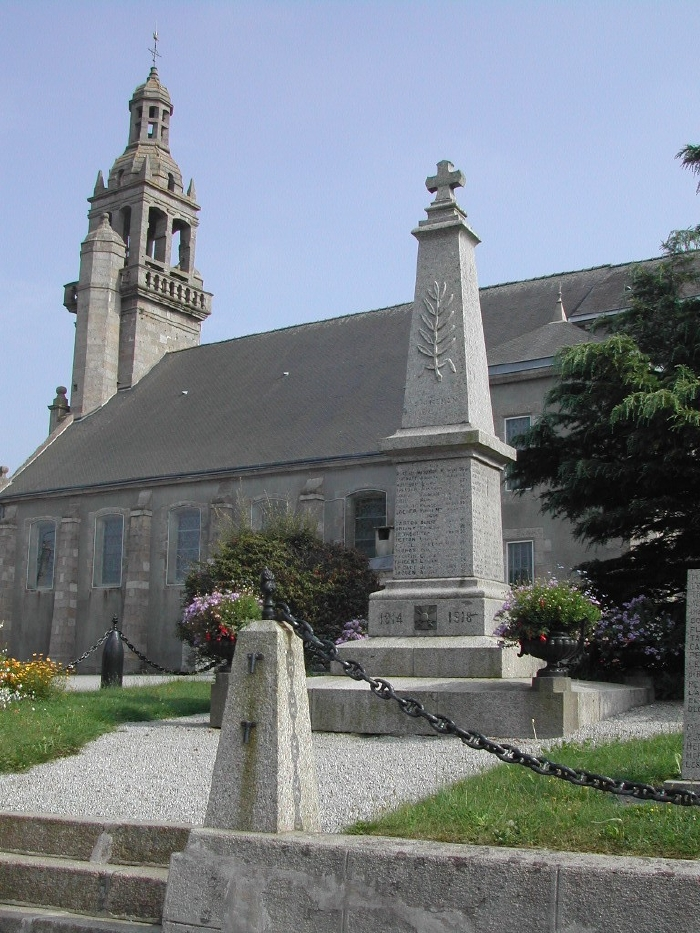
Le Monument aux morts de 1914-1918.

Le monument aux morts de Saint-Renan porte les noms de 73 soldats morts pour la France pendant la Première Guerre mondiale. Parmi eux, trois (Henry Bouvet de La Maisonneuve, François Lannuzel, Eugène Le Gall) ont été décorés de la Croix de guerre et de la Médaille militaire ; Henri Le Chuiton a reçu la Croix de guerre. Outre François Lannuzel et Henri Le Chuiton, six autres marins (Jean L'Hostis, Joseph Martin, Jean Mével, Ernest Mingam, Joseph Ropars, Yves Trent) sont disparus en mer ; un autre marin (Francis Chuiton) est décédé à Patras (Grèce) à bord du Bambara. Un soldat (Jean Pochard) a été tué à l'ennemi à Zocchi (Italie), les autres sont décédés sur le sol français.
Louis Marie Dujardin (né le 17 mai 1885 à Saint-Renan, décédé le 21 avril 1969 à Saint-Renan), médecin et photographe, a laissé 457 clichés pris pendant la Première Guerre mondiale illustrant la vie quotidienne des soldats à l'arrière du front. Ces photographies se trouvent désormais aux Archives départementales du Finistère.

#### L'Entre-deux-guerres

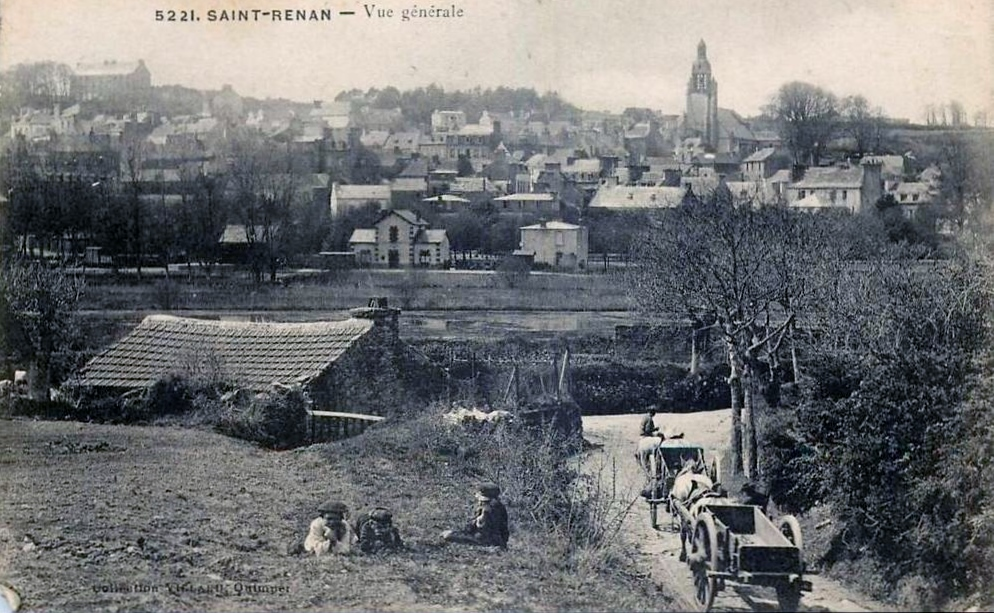
Saint-Renan vers 1920 : vue générale (carte postale Villard).
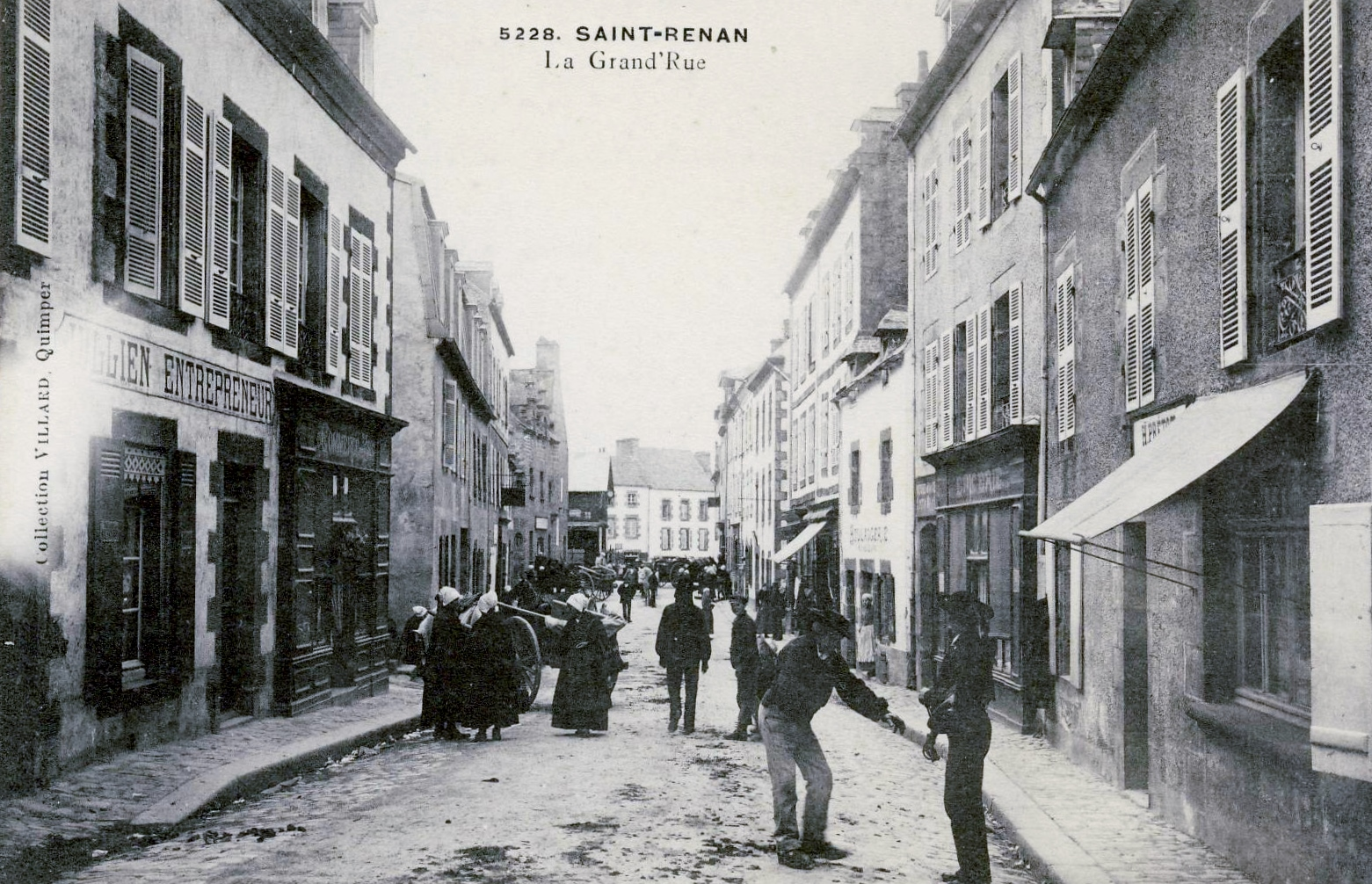
Saint-Renan : la Grand'Rue vers 1920 (carte postale Villard).
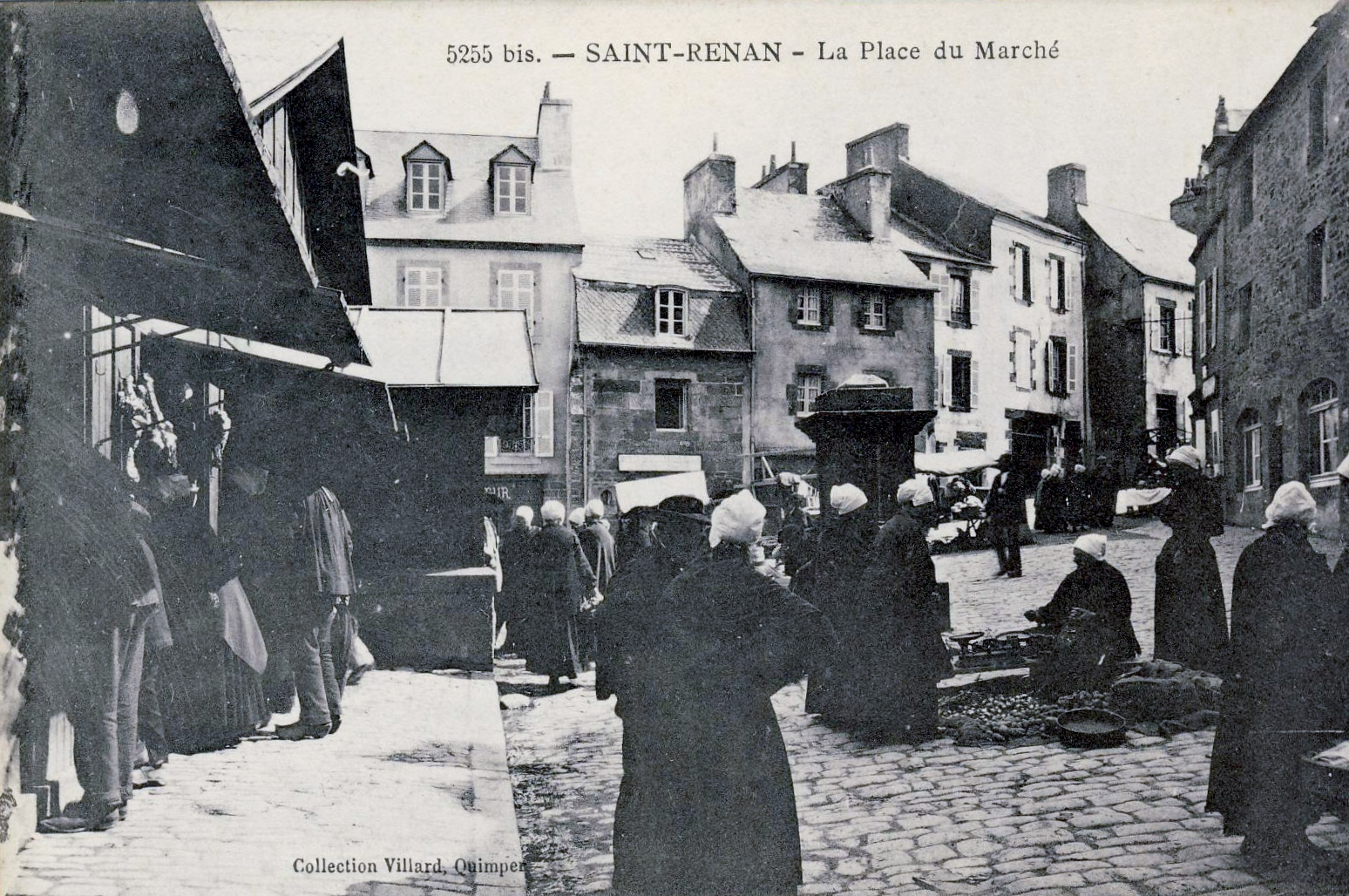
Saint-Renan : la place du Marché vers 1920 (carte postale Villard).
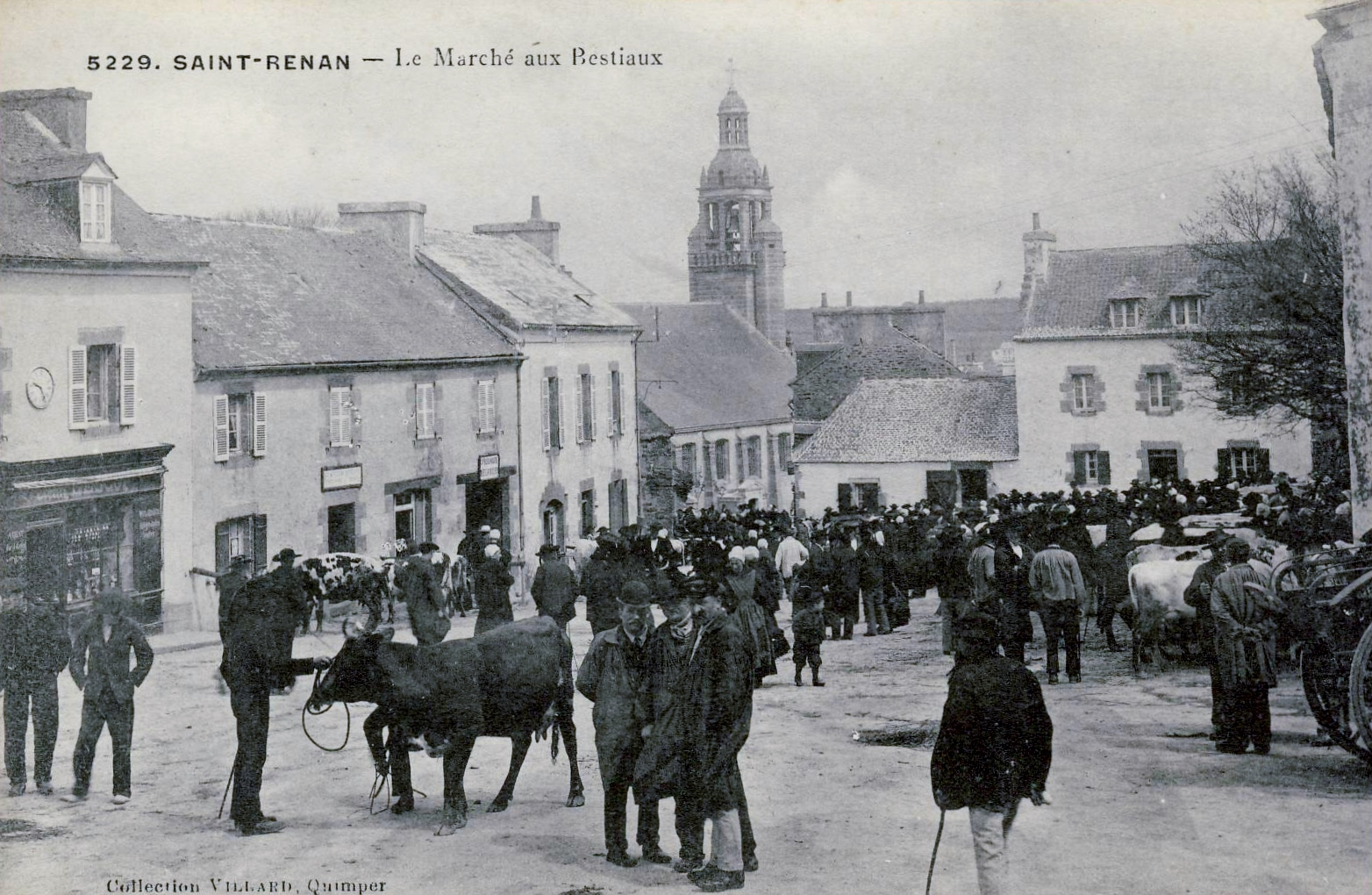
Saint-Renan : le marché aux bestiaux vers 1920 (carte postale Villard).
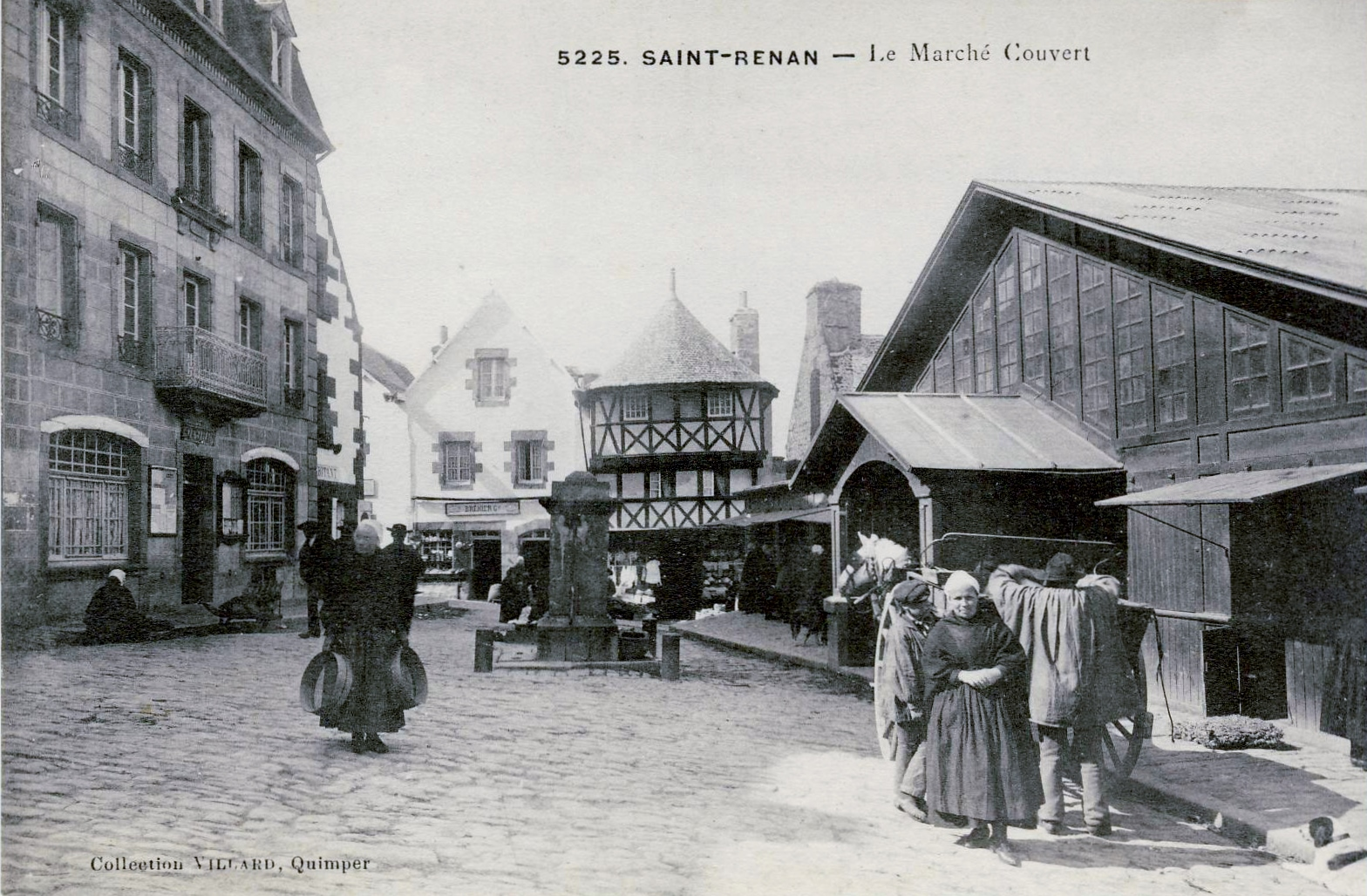
Saint-Renan : le marché couvert vers 1920 (carte postale Villard).
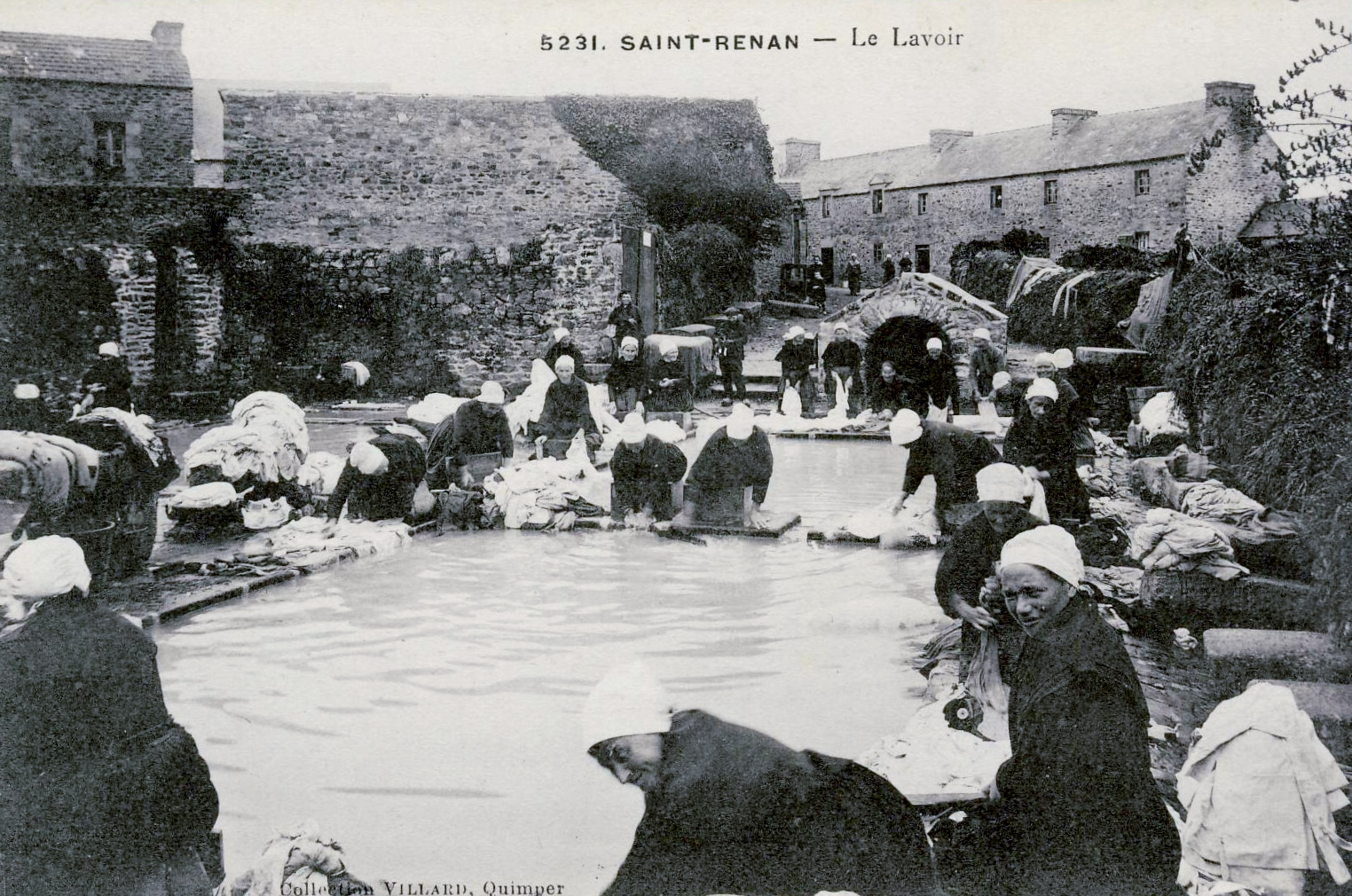
Le lavoir de Saint-Renan vers 1920 (carte postale Villard).
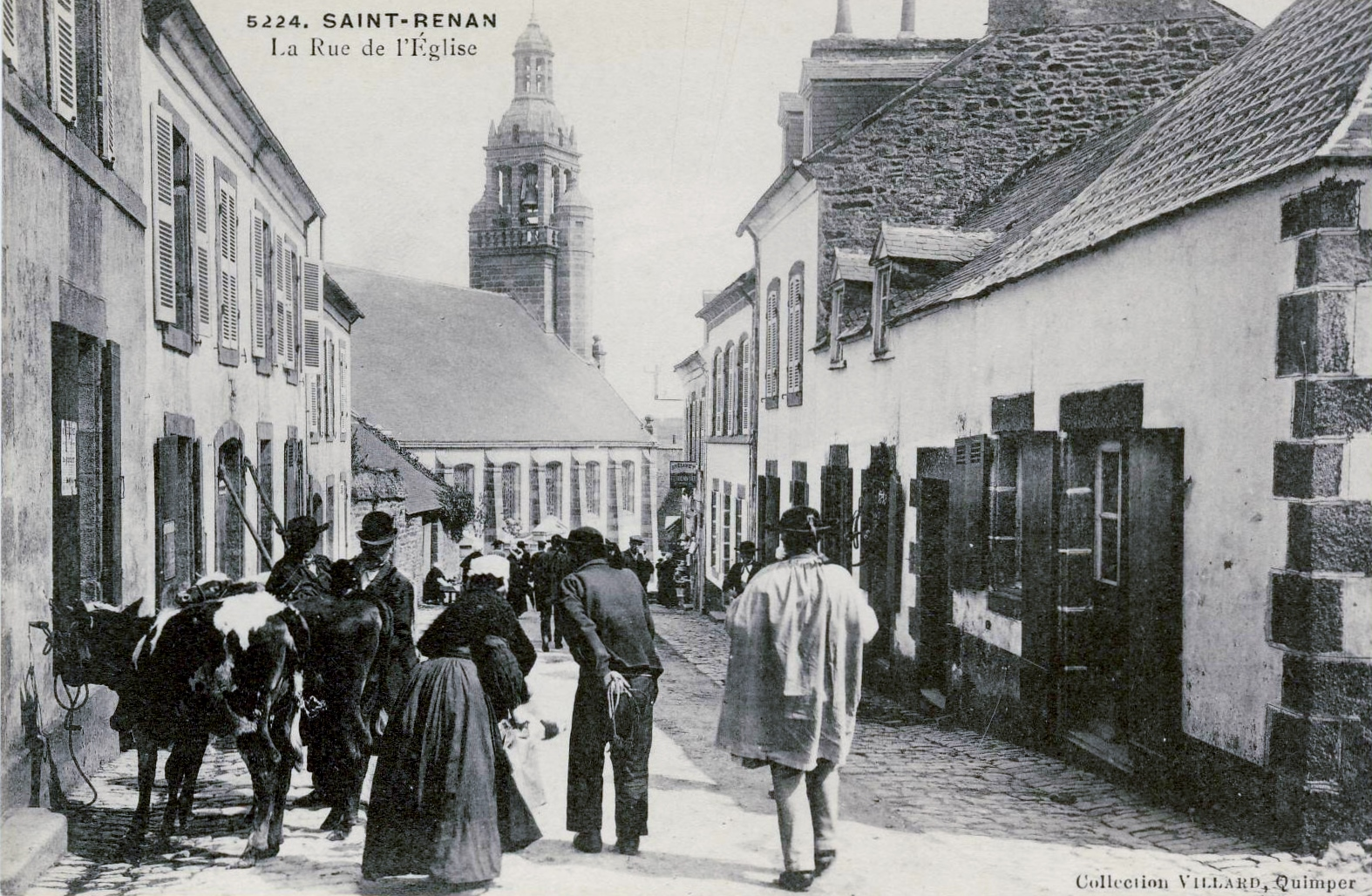
Saint-Renan : la rue de l'Église vers 1920 (carte postale Villard).

#### La Seconde Guerre mondiale
Le monument aux morts de Saint-Renan porte les noms de 44 personnes mortes pour la France pendant la Seconde Guerre mondiale ; parmi elles Yves Le Borgne, victime du naufrage du paquebot Président Doumer, torpillé par le sous-marin allemand U-304 le 30 octobre 1942. Un monument commémoratif dédié aux résistants FFI du canton de Saint-Renan morts pour la France se trouve au Cosquer en Plougonvelin.

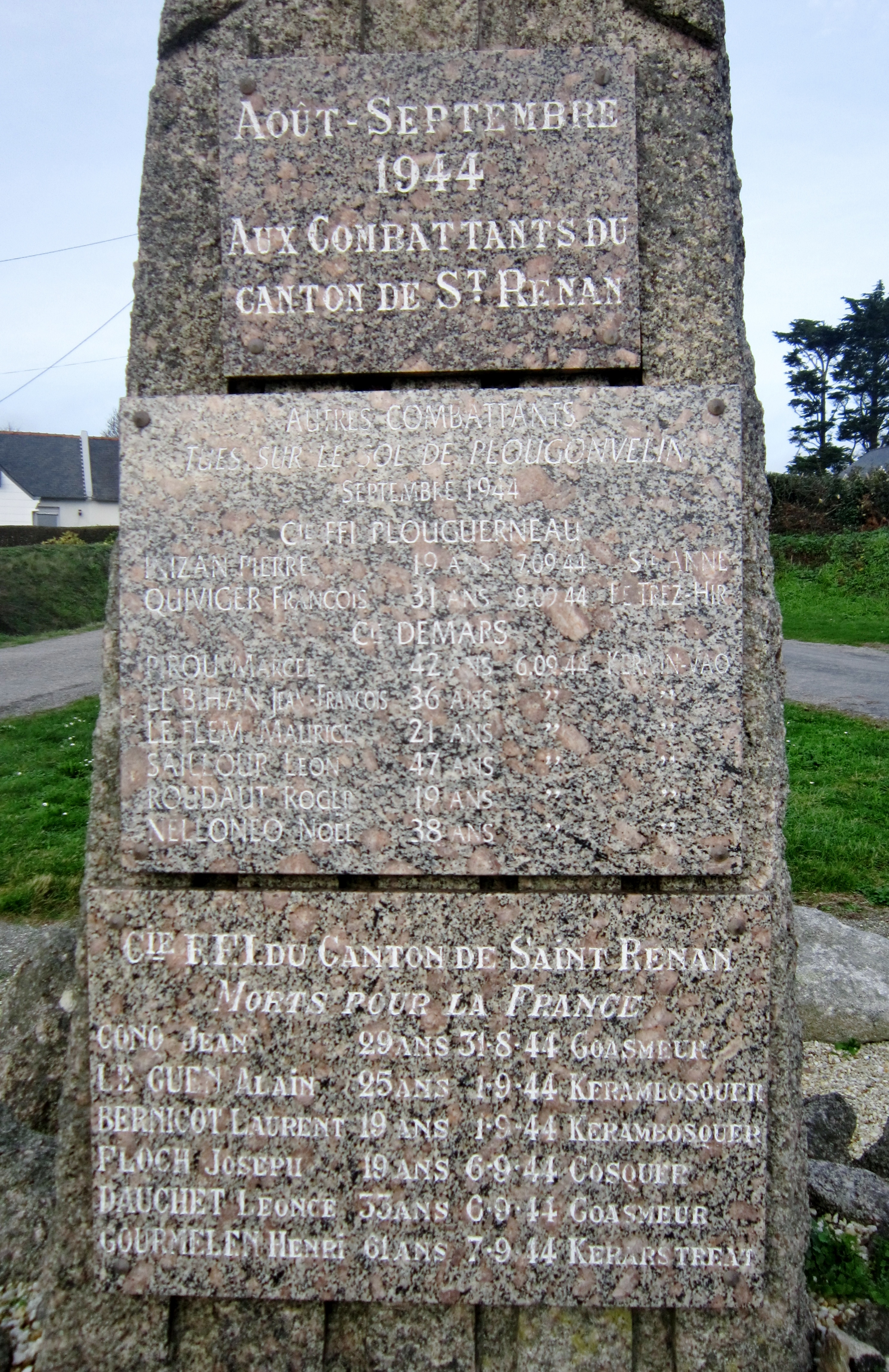
Le monument commémoratif des résistants FFI du canton de Saint-Renan (au Cosquer en Plougonvelin).

Un avion bombardier du squadron 61 de la Royal Air Force, qui venait de bombarder des navires allemands dans le port de Brest, touché par la flak allemande, s'écrasa au nord-ouest de Saint-Renan le 31 janvier 1942. L'un des aviateurs, le sergent canadien Griffith, marcha jusqu'au bord de l'Aber Ildut, puis fut caché, d'abord dans une ferme isolée de Saint-Renan, puis à Brest, ensuite au Faou, enfin au château de Tréfry en Quéménéven chez Césaire de Poulpiquet, avant, aidé par le docteur Vourc'h, d'être convoyé à Angers, puis de franchir la ligne de démarcation à La Haye-Descartes et de se rendre à Lyon où il fut pris en charge par un autre convoyeur, membre du réseau Pat O'Leary qui l'accompagna jusqu'à la frontière espagnole.

#### L'après Seconde Guerre mondiale
Sept soldats (Marcel Calvez, Joseph Cleach, Jean Cloarec, Jean Le Borgne, Goulven Perrot et deux autres) originaires de Saint-Renan sont morts pendant la Guerre d'Indochine et trois (Daniel Gourvennec, Michel Le Hir, Jean Lorvan) pendant la Guerre d'Algérie.

##### La modification des limites communales en 1955
Par décret du 25 mai 1955, des portions de territoire dépendant des communes de Plouzané, Plouarzel et Milizac sont rattachées à la commune de Saint-Renan dont la superficie était très petite (18 hectares seulement à l'origine, 1 331 hectares de nos jours) :

« Art 1er : Les villages de :

1° Quillimerrien, Trévisquin-Bian, Trévisquin-Bras, Kérastang, Kernévézic, Kérarguen, le Poteau, Mespaul, Kéravel et Pontavennec, dépendant actuellement de la commune de Plouzané (canton de Saint-Renan, arrondissement de Brest, département du Finistère) ;

2° Penhoat, Kéradraon, Kergozan, Douric, Kéravel, Kerborzoc, Manoir-de-Kerborzoc, Lanven, Bout-du-Pont et Kerzu-Vian, dépendant actuellement de la commune de Milizac (canton de Plabennec, mêmes arrondissement et département) ;

3° Pont-du-Château, dépendant actuellement de la commune de Plouarzel (canton de Saint-Renan, mêmes arrondissement et département),

tels qu'ils sont représentés par les lignes continues roses, jaunes et vertes sur le plan annexé au présent décret, sont rattachés à la commune de Saint-Renan (canton de Saint-Renan, mêmes arrondissement et département). »

##### L'exploitation de l'étain entre 1960 et 1975
Entre 1960 et 1975, grâce à la découverte d'importants gisements de minerai dans les marais qui bordent la rivière l'Aber-Ildut, Saint-Renan devint la capitale européenne de l'étain. Les gisements alluvionnaires de cassitérite, un minerai stannifère, furent exploités par la COMIREN (Compagnie des Mines de Saint-Renan) à l'aide d'une drague suceuse à désagrégation placée sur un ponton flottant (plus de 5 200 tonnes de concentrés à 74 % d'étain ont été produits).
Les trous creusés pour l'exploitation de l'étain seront ensuite remplis par l'eau de la rivière, créant six lacs, dénommés, d'amont en aval : lac de Pontavennec, lac de Ty Colo, lac de la Comiren (du nom de la Compagnie minière de Saint-Renan), lac de Tréoualen ou de la Laverie, lac de Poulinoc et lac de Lannéon.

### LeXXIesiècle
En 2002, la ville de Saint-Renan a fait l'acquisition d'une propriété d'une superficie de 2 000 m2, au cœur même du centre historique, entre deux des plus anciennes rues de Saint-Renan, la rue Coat an ed et la rue Casse-la-foi. Ce jardin d'agrément, réhabilité, est aujourd'hui ouvert aux promeneurs sous le nom de « Jardin de la coulée verte ».
Le collège public Simone-Veil a été inauguré le 20 novembre 2021 ; il accueille pendant l'année scolaire 2021-2022 450 élèves.

## Politique et administration

### Liste des maires
| Période                                  | Période      | Identité                | Étiquette                           | Qualité                                                                                             |
| ---------------------------------------- | ------------ | ----------------------- | ----------------------------------- | --------------------------------------------------------------------------------------------------- |
| 1790                                     | 1791         | Goulven Amalric         |                                     | Avocat. Démissionne car il devint administrateur du district de Brest.                              |
| 1791                                     | 1792         | Hervé Le Hir            |                                     | Négociant (marchand de draps et vins en gros).                                                      |
| 1792                                     | 1792         | Goulven Amalric         |                                     | À nouveau maire pendant quelques mois, puis devint membre du Conseil général du district.           |
| 1792                                     | 1793         | Georges Camarec         |                                     | Ancien officier canonnier                                                                           |
| 1794                                     | 1795         | Jean-Baptiste Aumaître  |                                     | Aubergiste. Maire pendant la Terreur.                                                               |
| 1795                                     | 1809         | Hervé Le Hir            |                                     | Négociant. Déjà maire en 1791-1792.                                                                 |
| 1809                                     | 1840         | François-Marie Levessel |                                     | Notaire                                                                                             |
| 1841                                     | 1865         | Noël-Marie Mével        |                                     | Notaire. Chevalier de l'Ordre impérial de la Légion d'honneur.                                      |
| 1866                                     | 1870         | Eugène Jacolot          |                                     | Notaire.                                                                                            |
| 1870                                     | 1874         | Étienne Delagarde       |                                     | Négociant                                                                                           |
| 1874                                     | 1876         | Aristide Pilven         |                                     | Négociant.                                                                                          |
| 1876                                     | 1877         | Etienne Delagarde       |                                     | Négociant. Déjà maire entre 1876 et 1877.                                                           |
| 1877                                     | 1878         | François Magueur        |                                     | Agriculteur et propriétaire                                                                         |
| 1878                                     | 1881         | Étienne Delagarde       |                                     | Négociant. Déjà maire entre 1870 et 1874 ainsi qu'entre 1876 et 1877.                               |
| 1881                                     | 1908         | Léon Cheminant          |                                     | Notaire                                                                                             |
| 1909                                     | 1944         | Gustave Cheminant       | Parti Radical                       | Notaire. Chevalier de la Légion d'honneur. Fils de Léon Cheminant, maire précédent.                 |
| 1944                                     | 1945         | François Tournellec     | Président de la délégation spéciale | Négociant                                                                                           |
| 1945                                     | 1953         | Marie Digoy             |                                     | L'une des premières femmes maires de France                                                         |
| 1953                                     | 1957         | Paul Guyader            |                                     | Médecin                                                                                             |
| 1957                                     | 1957         | Hervé Kersaudy          | Président de la délégation spéciale | Fonctionnaire                                                                                       |
| 1957                                     | 1965         | Paul Guyader            |                                     | Médecin. Déjà maire entre 1953 et 1957.                                                             |
| 1965                                     | 1994 (décès) | André Cheminant         | RI puis RPR                         | Négociant. Conseiller général entre 1970 et 1994.                                                   |
| 1994                                     | 2014         | Bernard Foricher        | DVD                                 | Technicien agricole. Conseiller général de 1994 à 2008. Il décide en 2014 de ne pas se représenter. |
| mars 2014                                | en cours     | Gilles Mounier          | DVD                                 | Ingénieur en agriculture, conseiller départemental depuis 2021                                      |
| Les données manquantes sont à compléter. |              |                         |                                     | |

## Population et société

### Démographie

#### Évolution démographique
L'évolution du nombre d'habitants est connue à travers les recensements de la population effectués dans la commune depuis 1793. Pour les communes de moins de 10 000 habitants, une enquête de recensement portant sur toute la population est réalisée tous les cinq ans, les populations de référence des années intermédiaires étant quant à elles estimées par interpolation ou extrapolation. Pour la commune, le premier recensement exhaustif entrant dans le cadre du nouveau dispositif a été réalisé en 2008.
En 2022, la commune comptait 8 454 habitants, en évolution de +4,41 % par rapport à 2016 (Finistère : +2,16 %, France hors Mayotte : +2,11 %). Le maximum de la population a été atteint en 2007 avec 7 292 habitants.
| 1793 | 1800 | 1806 | 1821  | 1831  | 1836  | 1841  | 1846  | 1851  |
| ---- | ---- | ---- | ----- | ----- | ----- | ----- | ----- | ----- |
| 886  | 908  | 841  | 1 043 | 1 074 | 1 094 | 1 027 | 1 010 | 1 282 |

| 1856  | 1861  | 1866  | 1872  | 1876  | 1881  | 1886  | 1891  | 1896  |
| ----- | ----- | ----- | ----- | ----- | ----- | ----- | ----- | ----- |
| 1 246 | 1 241 | 1 277 | 1 307 | 1 497 | 1 569 | 1 758 | 1 806 | 1 815 |

| 1901  | 1906  | 1911  | 1921  | 1926  | 1931  | 1936  | 1946  | 1954  |
| ----- | ----- | ----- | ----- | ----- | ----- | ----- | ----- | ----- |
| 1 954 | 2 087 | 2 218 | 2 172 | 2 158 | 2 099 | 2 188 | 2 860 | 2 682 |

| 1962  | 1968  | 1975  | 1982  | 1990  | 1999  | 2006  | 2008  | 2013  |
| ----- | ----- | ----- | ----- | ----- | ----- | ----- | ----- | ----- |
| 3 077 | 3 488 | 4 550 | 5 542 | 6 576 | 6 818 | 7 243 | 7 341 | 7 815 |

| 2018  | 2022  | - | - | - | - | - | - | - |
| ----- | ----- | - | - | - | - | - | - | - |
| 8 122 | 8 454 | - | - | - | - | - | - | - |

Commentaire : Par la construction de nombreux lotissements, la ville a doublé sa population en quarante ans. Elle est aujourd'hui une commune "périurbaine" de Brest. Cette petite ville rurale et commerçante est devenue en quelques décennies une commune pavillonnaire. Par sa situation géographique (à 20 minutes du centre-ville de Brest, et à 1/4 d'heure des plages) ainsi que ses équipements publics (scolaires, sportifs et administratifs) et commerciaux, elle attire de nombreux actifs travaillant sur Brest (migrants pendulaires).

#### Pyramide des âges
La population de la commune est relativement jeune.
En 2018, le taux de personnes d'un âge inférieur à 30 ans s'élève à 36,1 %, soit au-dessus de la moyenne départementale (32,5 %). À l'inverse, le taux de personnes d'âge supérieur à 60 ans est de 25,0 % la même année, alors qu'il est de 29,8 % au niveau départemental.
En 2018, la commune comptait 3 934 hommes pour 4 188 femmes, soit un taux de 51,56 % de femmes, légèrement supérieur au taux départemental (51,41 %).
Les pyramides des âges de la commune et du département s'établissent comme suit.
| Hommes | Classe d’âge | Femmes |
| ------ | ------------ | ------ |
| 0,5    | 90 ou +      | 2,0    |
| 5,7    | 75-89 ans    | 10,0   |
| 15,8   | 60-74 ans    | 15,8   |
| 19,9   | 45-59 ans    | 20,0   |
| 19,6   | 30-44 ans    | 18,3   |
| 17,5   | 15-29 ans    | 15,5   |
| 20,9   | 0-14 ans     | 18,4   |

| Hommes | Classe d’âge | Femmes |
| ------ | ------------ | ------ |
| 0,7    | 90 ou +      | 2,2    |
| 7,8    | 75-89 ans    | 11,5   |
| 19,2   | 60-74 ans    | 20,1   |
| 20,8   | 45-59 ans    | 19,7   |
| 17,7   | 30-44 ans    | 16,6   |
| 17,1   | 15-29 ans    | 14,7   |
| 16,8   | 0-14 ans     | 15,2   |

## Langue bretonne
La commune possède une école Diwan.
La filière bilingue de l'Enseignement Catholique permet une scolarisation au sein de l'école Notre-Dame-de-Liesse et du collège Saint-Stanislas.
En 2018, le pôle bilingue catholique de Saint-Renan voit la création d'un groupe local Dihun Lokournan en lien avec la Fédération Dihun Breizh.

## Tourisme
- Les maisons anciennes du XVe et XVIe siècles, situées sur la place du Vieux-Marché, offrent des attraits historiques et architecturaux à la ville.
- Son marché du samedi est l'occasion de déguster les produits locaux, comme la saucisse de Molène (saucisse fumée aux algues) ou la tomme aux algues de Molène.
- Les plans d'eau de la commune représentent un potentiel non négligeable mais sont à ce jour faiblement exploités pour le tourisme et les loisirs. Néanmoins, en mai 2011, un téléski nautique a été installé sur le lac de Ty-Colo, à l'entrée est de la ville[79].

- Le jardin exotique de Saint-Renan[80].

## Monuments
- Monument aux morts de 1914-1918.

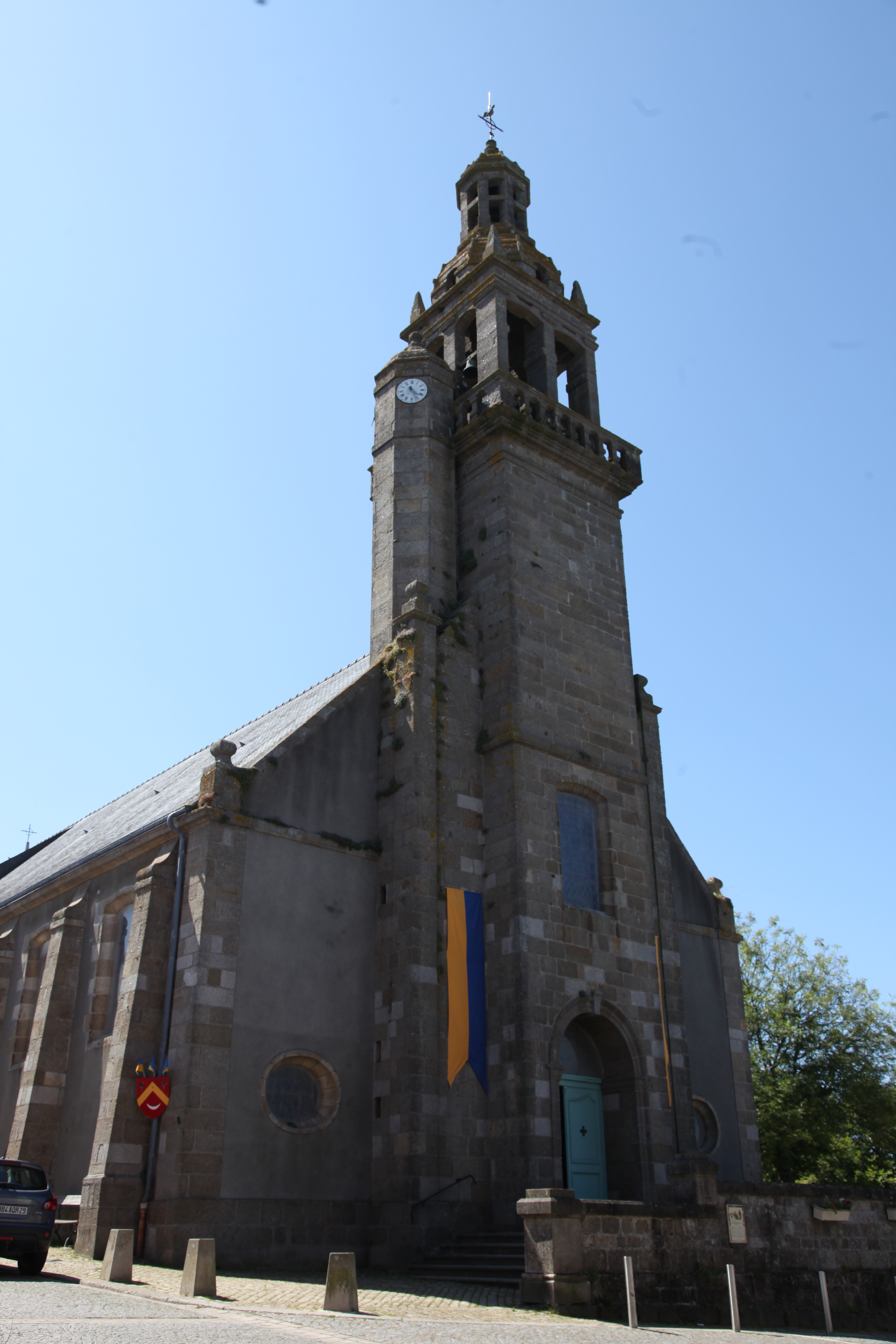
L'église paroissiale Notre-Dame-de-Liesse.

- Église Notre-Dame-de-Liesse et ses vitraux.

- Quatre maisons à pignon et à pans de bois[81], dont :
  - Maison Cardinal (inscrite MH[82]), XVIe siècle. Maison à colombage présentant une façade avec deux étages s'avançant en porte-à-faux. La toiture forme une avancée en demi-cercle  La poutre entre le rez-de-chaussée et le premier étage est décorée de grotesques (têtes, choux frisés, salamandre)[83] ;
  - Maison Gérard (inscrite MH[84]), XVIe siècle[85].

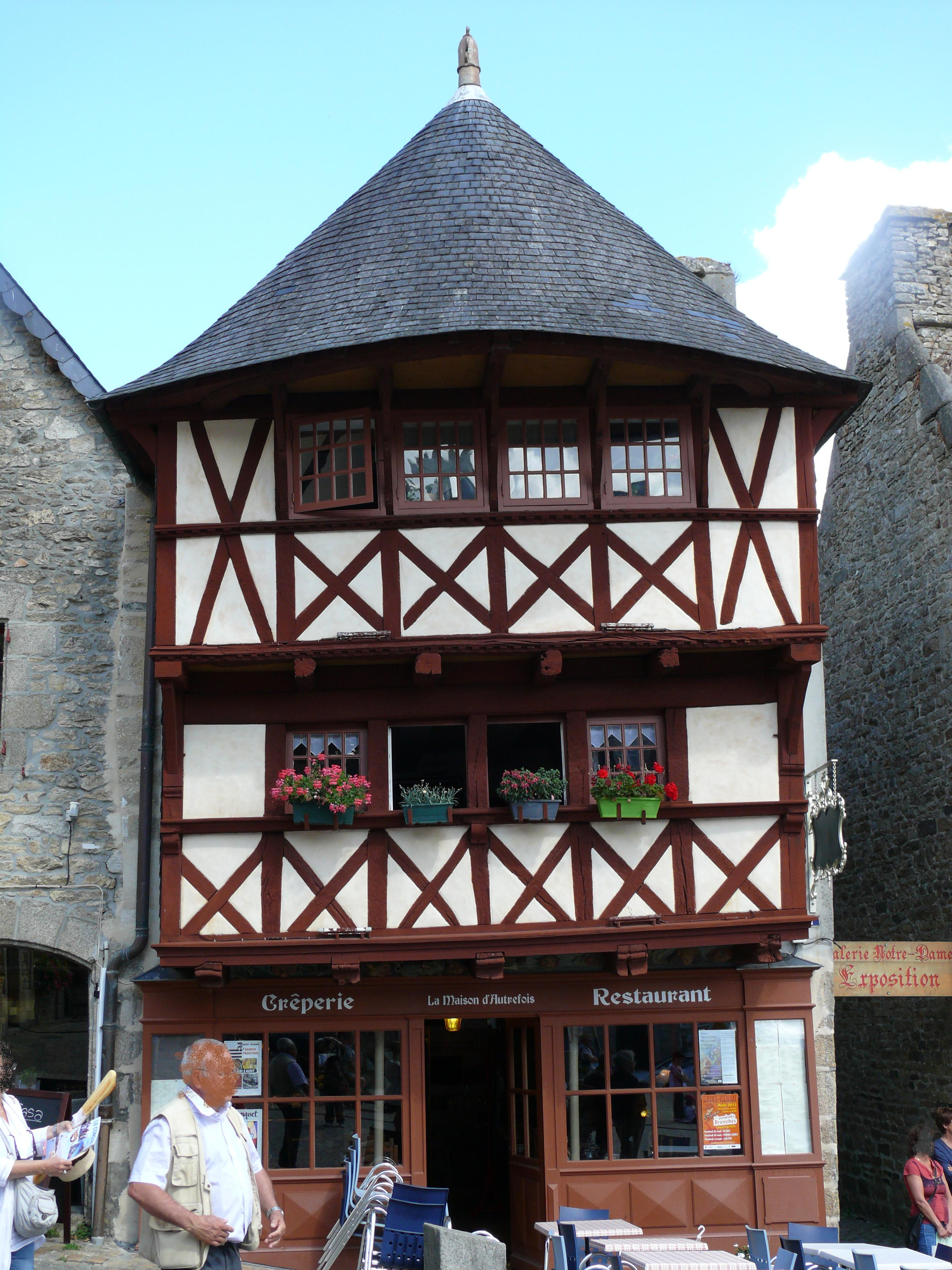
La maison Cardinal.
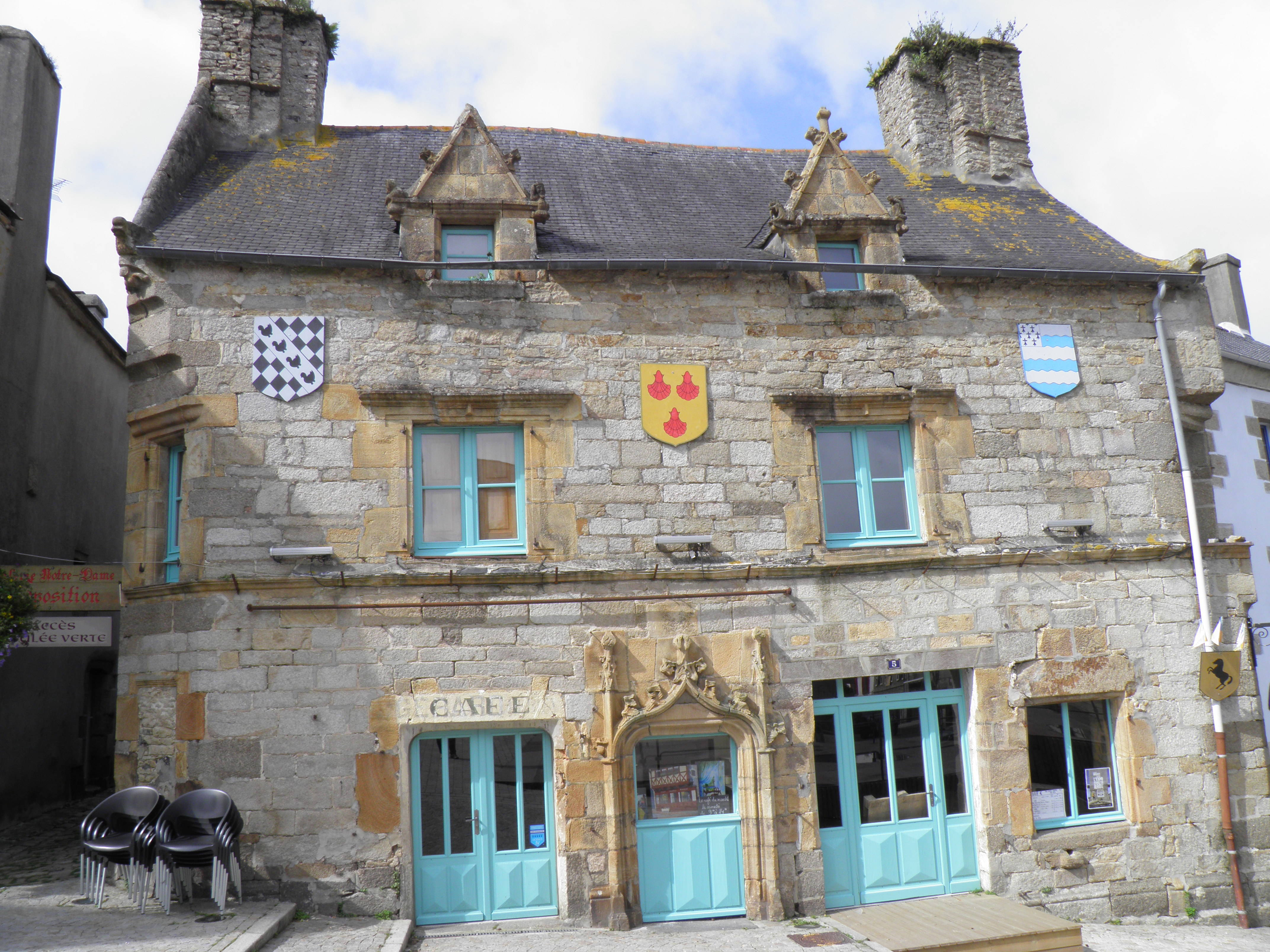
La maison Gérard.

- La « Chapelle des voleurs » n'est en fait qu'un ancien pavillon de chasse construit en 1870 par le propriétaire du manoir de Langongar avec des pierres provenant d'une chapelle détruite. Elle doit son nom à sa situation (isolée) dans le « Bois des larrons » (dit aussi « des voleurs », Coat an Ibil en breton)[86].

## Événements
- Tous les deux ans s'y déroule une grande fête médiévale dénommée Les Médiévales[87]. Le centre historique de Saint-Renan se pare alors de magnifiques oriflammes et autres écussons afin d'accueillir la grande fête médiévale et ses 30 000 spectateurs. Jusqu'en 2007, cette grande fête avait lieu tous les ans. La 14e édition « Les métiers » a eu lieu les 18 et 19 juillet 2015[88].
- Le marché de la ville est un des plus réputés du Finistère. Il se déroule tous les samedis à partir de 8 h du matin.
- Les vendredis durant la période estivale se déroulent des concerts gratuits sur la place du Vieux-Marché organisés par l'association Les Vendredis branchés.

## Personnalités liées à la commune
- Lucien Thuilliez (1915-1980), résistant français, Compagnon de la Libération, décédé et inhumé à Saint-Renan où une rue porte son nom.
- Michel Abalan (1920-2000), résistant français décédé à Saint-Renan.
- Émile Rocher (1928-2014), peintre, sculpteur et céramiste : sculptures visibles dans plusieurs rues de Saint-Renan et à l'Hôtel des Voyageurs. Son ancien atelier est encore visible rue de Brest.
- Marcel-Pierre Cléach (1934-2019), homme politique, né à Saint-Renan.
- Jean-Paul Troadec (1948), directeur du Bureau d'enquêtes et d'analyses pour la sécurité de l'aviation civile.
- Didier Squiban (1959), compositeur, né à Saint-Renan.
- Benoît Hamon (1967), ancien dirigeant du Parti socialiste, ministre et candidat à l'élection présidentielle de 2017, né à Saint-Renan.
- Hubert (1971-2020), scénariste et coloriste de bande dessinée, né à Saint-Renan.
- Nicolas Huet (1976), champion du monde de slalom parallèle.
- Fabrice Colleau (1977), footballeur professionnel, né à Saint-Renan.
- Nolwenn Leroy (1982), chanteuse, née à Saint-Renan.
- Pauline Coatanea (1993), joueuse internationale de handball, championne olympique, née à Saint-Renan.
- Brendan Chardonnet (1994), joueur de football professionnel, défenseur et capitaine du Stade Brestois 29, né à Saint-Renan.
- Gautier Larsonneur (1997), joueur de football professionnel, gardien de but de l' Association sportive de Saint-Étienne, né à Saint-Renan.

## Héraldique
| Blason de Saint-Renan | Blason  | D'or au cheval gai cabré de sable. |
| Blason de Saint-Renan | Détails | D'après le sceau de la cour de justice ducale de Saint-Renan (XIVe siècle), le cheval rappelle les nombreux marchés aux chevaux de Saint-Renan. Utilisé sur le site internet de la commune. |